# Mercedes Lambre
Mercedes Rodríguez Lambre (ur. 5 października 1992 w La Placie) – argentyńska aktorka, piosenkarka, tancerka i modelka. Jest znana z debiutanckiej roli Ludmiły Ferro w serialu Disney Channel Violetta. Bardzo dużo osób (również z planu serialu Violetty) nazywa ją Mechi.

## Życiorys
Mercedes Lambre urodziła się 5 października 1992 r. w La Plata, gdzie uczyła się aktorstwa, śpiewu i tańca. Była uczennicą Lito Cruza, Gastona Marioni, Augusta Brítez i Alejandra Orduny, a obecnie uczy się u Moniki Bruni. Uczyła się śpiewu przez cztery lata u profesora Gabriela Giangrante w akademii CEFOA w La Plata.
Specjalizowała się w tańcu jazzowym, street dance i tańcach hiszpańskich. Uczyła się tańca jazzowego z Juanem Mallachem przez trzy lata, a następnie z Danielą Perez – street dance. Przez trzy lata uczyła się u Analii Sanchez Flebes hiszpańskich tańców.
Rozpoczęła karierę jako modelka dla płatnej telewizji Utilísima, a pierwszym serialem, w którym zagrała, jest Violetta, gdzie gra Ludmiłę Ferro, główną antagonistę serialu. Zagrała w drugim teledysku Violetty, "Juntos Somos más", którego premiera odbyła się 1 maja 2012 r. w Disney Channel. W roku 2015 nagrała film będący kontynuacją Violetty Tini: nowe życie Violetty (or. Tini:El gran cambio de Violetta), w którym Mercedes zagrała Ludmiłę. W 2016 odbyła się światowa premiera filmu. W Polsce 1 lipca, a w Argentynie 2 czerwca. Po czasie wróciła do teatru występując w przedstawieniu "Los fabulosos BUU". Zagrała tam jedną z głównych ról Lunę. Razem z nią wystąpili jej przyjaciele z serialu "Violetta", Mirta Wons oraz Alfredo Allende. Występuje serialu "Heidi Benvenida a casa" (Heidi Witaj w domu) jako Emma. Kolejnym projektem związanym z teatrem jest przedstawienie "Cardenio" gdzie dziewczyna otrzymała postać, jako Dorotea.

### Telewizja[2]
| Rok       | Tytuł filmu            | Rola          | Notatki                                                    |
| --------- | ---------------------- | ------------- | ---------------------------------------------------------- |
| 2012-2015 | Violetta               | Ludmiła Ferro | rola wiodąca; Disney Channel Original Series Latin America |
| 2016-     | Heidi Benvenida a Casa | Emma          |                                                            |

### Film
| Rok  | Tytuł filmu               | Rola    | Notatki      |
| ---- | ------------------------- | ------- | ------------ |
| 2014 | Violetta: en concierto    | Ludmiła | Koncert film |
| 2016 | Tini: Nowe życie Violetty | Ludmiła | Film kinowy  |

## Dyskografia

### Promocyjne single
| Tytuł                                                                         | Rok  | Album    |
| ----------------------------------------------------------------------------- | ---- | -------- |
| „Juntos somos más” (z Facundo Gambandé, Lodovica Comello & Candelaria Molfes) | 2012 | Violetta |

### Inne występy
| Tytuł                                                | Rok  | Inni artyści                       | Album                |
| ---------------------------------------------------- | ---- | ---------------------------------- | -------------------- |
| "Ven y canta"                                        | 2012 | obsada z Violetty                  | Violetta             |
| "Ser Mejor"                                          | 2012 | obsada z Violetty                  | Cantar es lo que soy |
| "Si es por amor" ''Peligrosamente Bellas'' "Euforia" | 2013 | Martina Stoessel Alba Rico Navarro | Hoy somos más        |

### Videografia
| Teledyski                          |  | Rok  | Reżyser                  |
| ---------------------------------- |  | ---- | ------------------------ |
| "Juntos somos más"                 |  | 2012 | Jorge Nisco Martín Saban |
| "Ven y canta"                      |  | 2012 | Jorge Nisco Martín Saban |
| "Si es por amor" ''Hoy Somos Mas'' |  | 2013 | Jorge Nisco Martín Saban |
| ''Quiero"                          |  | 2015 |                          |
| "Mi Ralidad"                       |  | 2016 |                          |

### Nagrody i nominacje
| Rok  | Nagroda                       | Kategoria                 | Film     | Wyniki     |
| ---- | ----------------------------- | ------------------------- | -------- | ---------- |
| 2012 | Kids' Choice Awards Argentina | ulubiona postać negatywna | Violetta | wygrała    |
| 2013 | Kids' Choice Awards Mexico    | ulubiona postać negatywna | Violetta | nominowana |
| 2013 | Kids' Choice Awards Argentina | ulubiona postać negatywna | Violetta | wygrała    |
| 2014 | Kids' Choice Awards Colombia  | ulubiona postać negatywna | Violetta | wygrała    |